# 15,2 cm kustartilleripjäs m/40
15,2 cm kustartilleripjäs m/40 är en numera utgången svensk artilleripjäs. Bofors tillverkade totalt sexton stycken pjäser, ursprungligen för export till Polen och Nederländerna. De beslagtogs av svenska staten i början av Andra världskriget och placerades vid  Kustartilleribatterierna vid  Helsingborg, Batteri Roten, Björkö och Tjurkö. De lades ner under 1990-talet.

## Bevarade pjäser

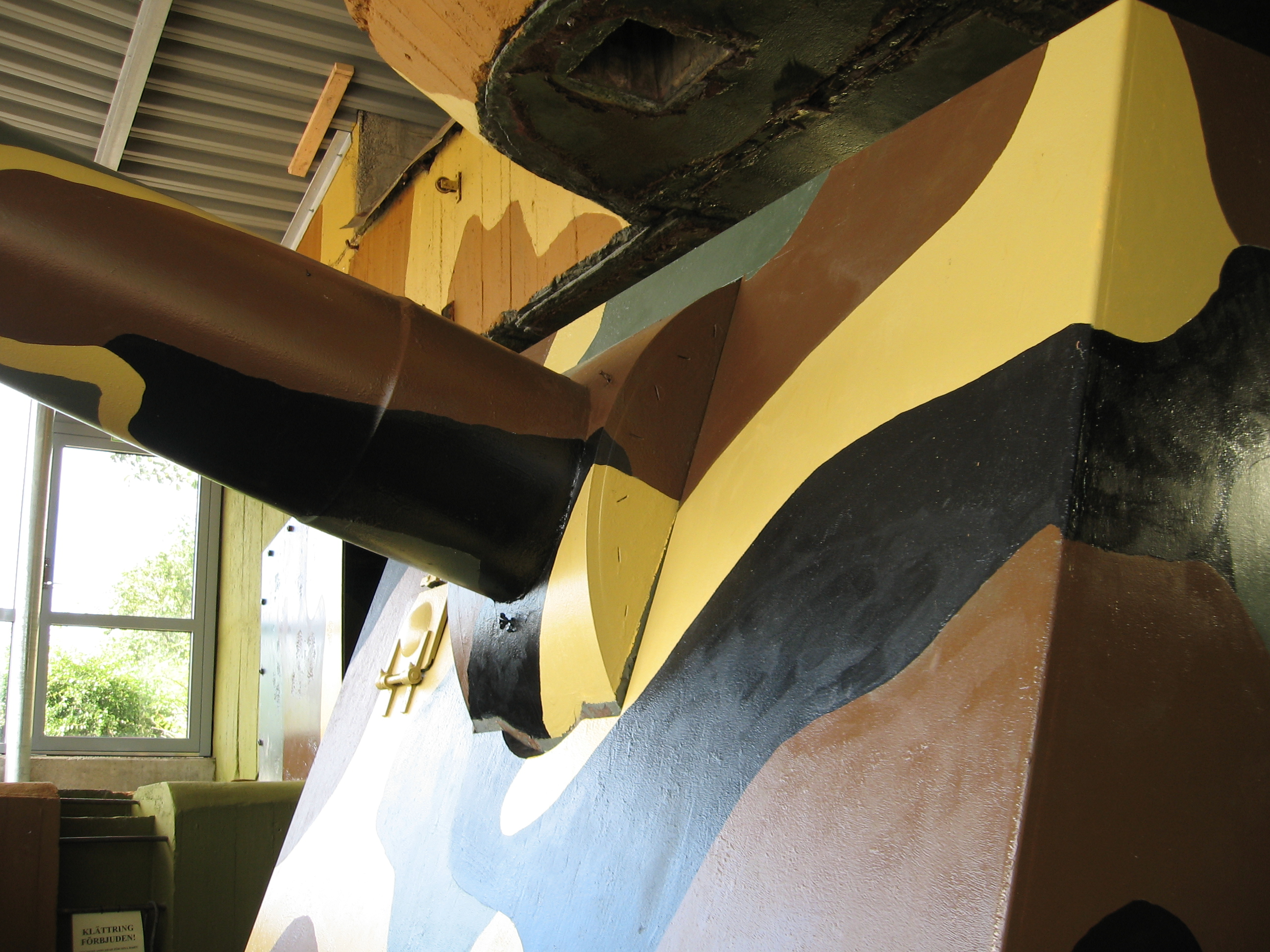
15,2 cm kustartilleripjäs m/40 "Maja" ur Batteri Helsingborg, idag restaurerad vid Beredskapsmuseet.

Två pjäser finns att se vid Beredskapsmuseet utanför Helsingborg, varav en blivit restaurerad.